# Regietów
Regietów (łem. Реґєтів, trb. Regietiw; do 14 lutego 1968 Regetów) – wieś w Polsce położona w województwie małopolskim, w powiecie gorlickim, w gminie Uście Gorlickie.

## Położenie geograficzne
Regietów leży w pd.-zach. części Beskidu Niskiego w Karpatach Zachodnich. Wieś położona jest w dolinie potoku Regetówka. Od strony pd.-zach. ogranicza ją pasmo Jaworzynki (869 m n.p.m.) i Koziego Żebra (847 m n.p.m.). Od pn. wznosi się nad wsią góra Banne (583 m n.p.m.), od wsch. Rotunda (777 m n.p.m.), zaś od pd.-wsch. Jaworzyna Konieczniańska (881 m n.p.m.). Teren administracyjny wsi sięga na pd. po główny grzbiet wododziałowy Karpat w rejonie Przełęczy Regetowskiej (646 m n.p.m.), którym biegnie państwowa granica polsko-słowacka.
W latach 1975–1998 miejscowość administracyjnie należała do województwa nowosądeckiego.
Integralne części miejscowości to Regietów Niżny i Regietów Wyżny.

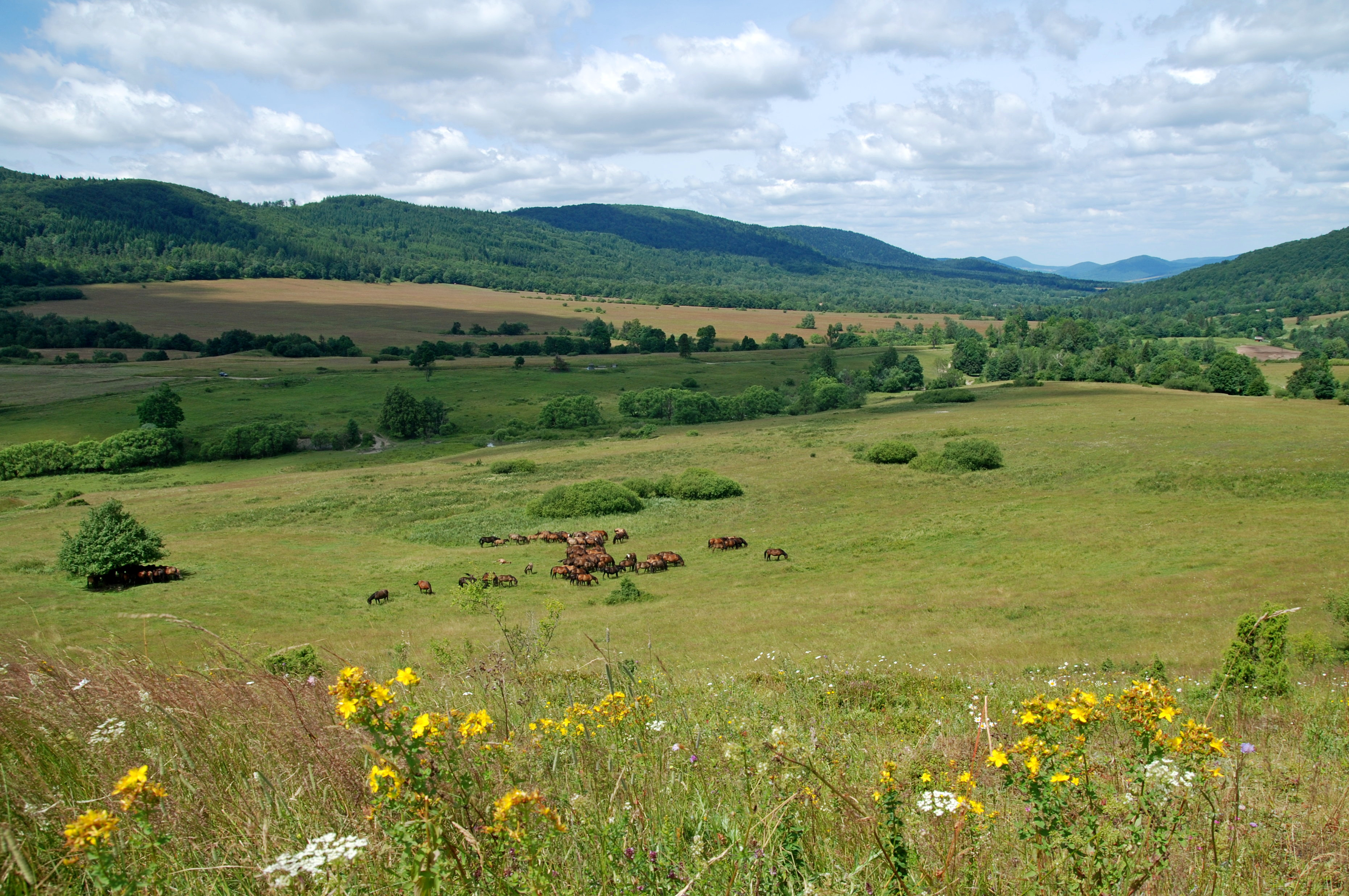
Widok na dolinę Regietowa Wyżnego ze stoku Jaworzyny Konieczniańskiej
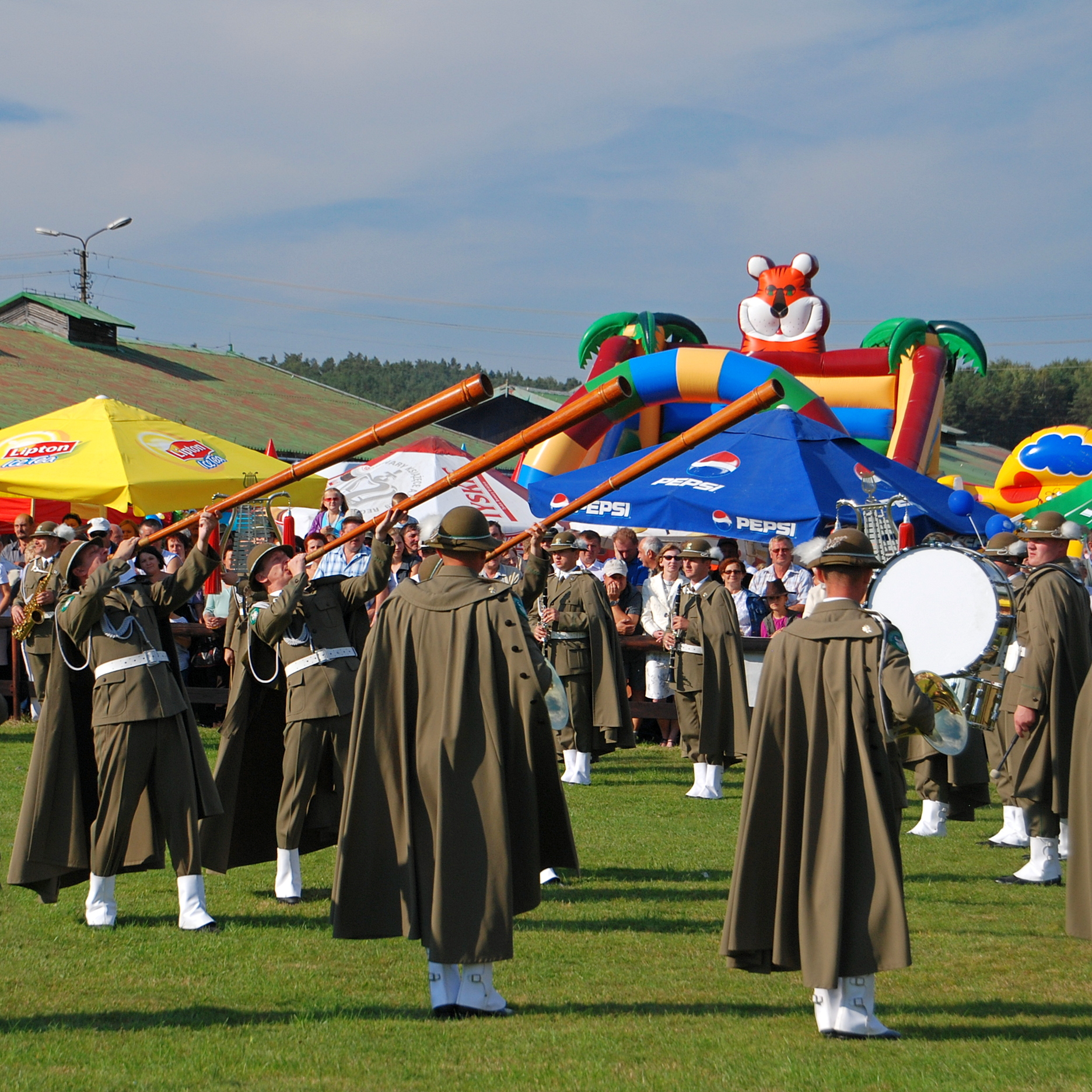
Święto konia huculskiego
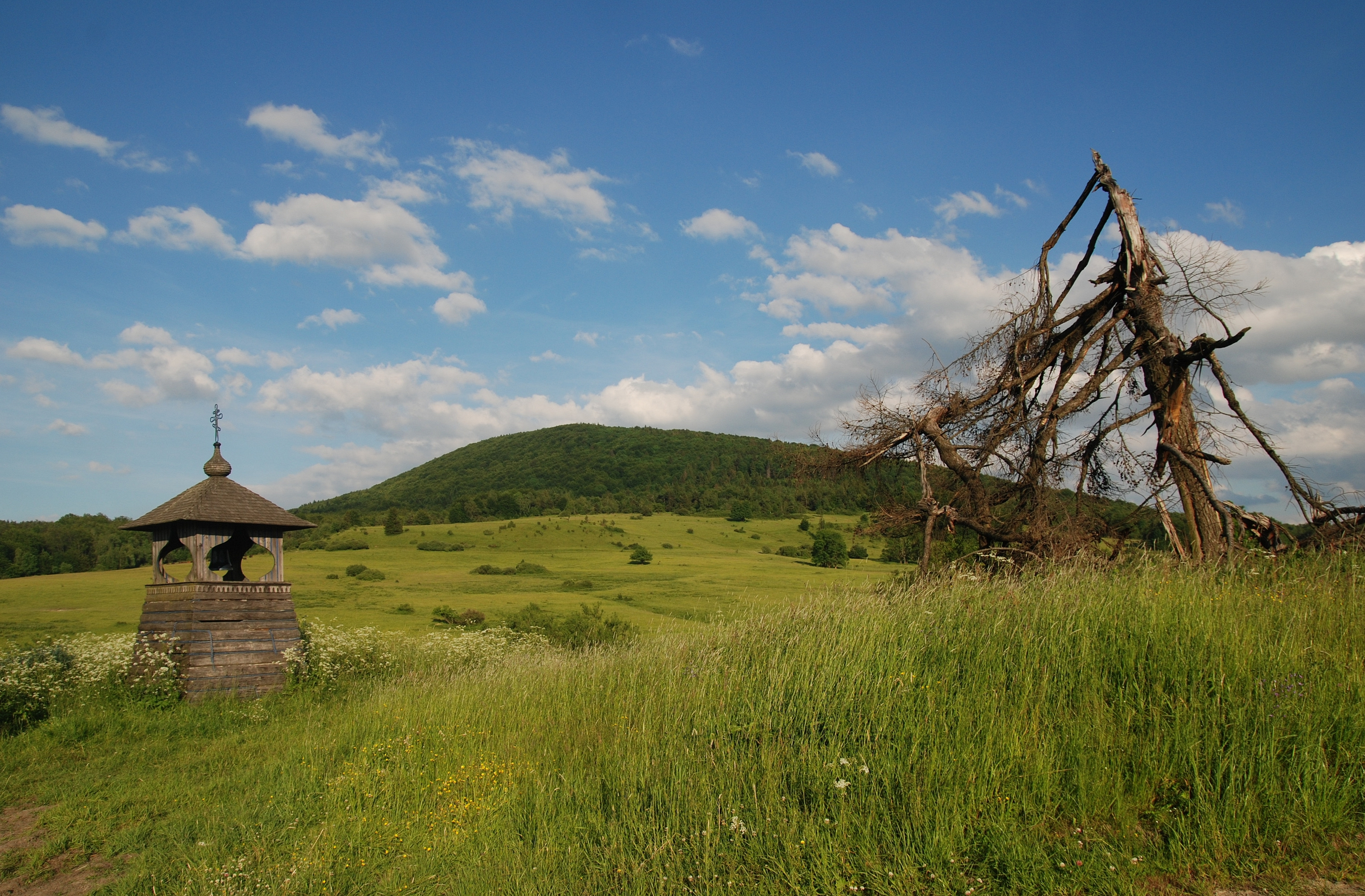
Kapliczka z dzwonem i widok na Jaworzyną Konieczniańską

## Historia
Obecna wieś Regietów powstała po 1945 w wyniku połączenia dwóch wsi – Regetowa Wyżnego i Regetowa Niżnego. Regetów Niżny, podobnie jak sąsiedni Smerekowiec lokowano na prawie wołoskim w 1521. Regetów Wyżny powstał nieco później bo w drugiej połowie XVI wieku.
Obydwie wsie zostały całkowicie wysiedlone po II wojnie światowej w ramach akcji „Wisła”. Później w Regetowie Niżnym powstał PGR i wieś została ponownie zasiedlona, podczas gdy Regetów Wyżny pozostaje do dziś niemal bezludny (spośród pojedynczych zabudowań, warta uwagi jest znajdująca się tutaj prawosławna czasownia Przeniesienia Relikwii św. Mikołaja).
W Regetowie Niżnym znajdują się dwie prawosławne cerkwie pod wezwaniem św. Michała Archanioła:
- zbudowana w latach 30. XX w. (obecnie nieużytkowana),
- zbudowana w latach 2008–2012 (świątynia filialna parafii w Gładyszowie).

W Regetowie Wyżnym znajdowała się też cerkiew greckokatolicka pod wezwaniem św. Michała Archanioła. Świątynię zbudowano w 1864, użytkowano do 1947 (tj. do czasu akcji „Wisła”), a w 1955 przewieziono do Żółkiewki w powiecie krasnostawskim. W trakcie montażu na nowym miejscu dokonano przebudowy obiektu. Obecnie jest to parafialny kościół polskokatolicki pod wezwaniem św. Jakuba Apostoła.

## Zabytki
Obiekty wpisane do rejestru zabytków nieruchomych województwa małopolskiego:
- cmentarz wojenny nr 48 na górze Jaworzynka,
- cmentarz wojenny nr 51 na górze Rotunda,
- kaplica Przeniesienia Relikwii św. Mikołaja Cudotwórcy,
  - cmentarz (stary).

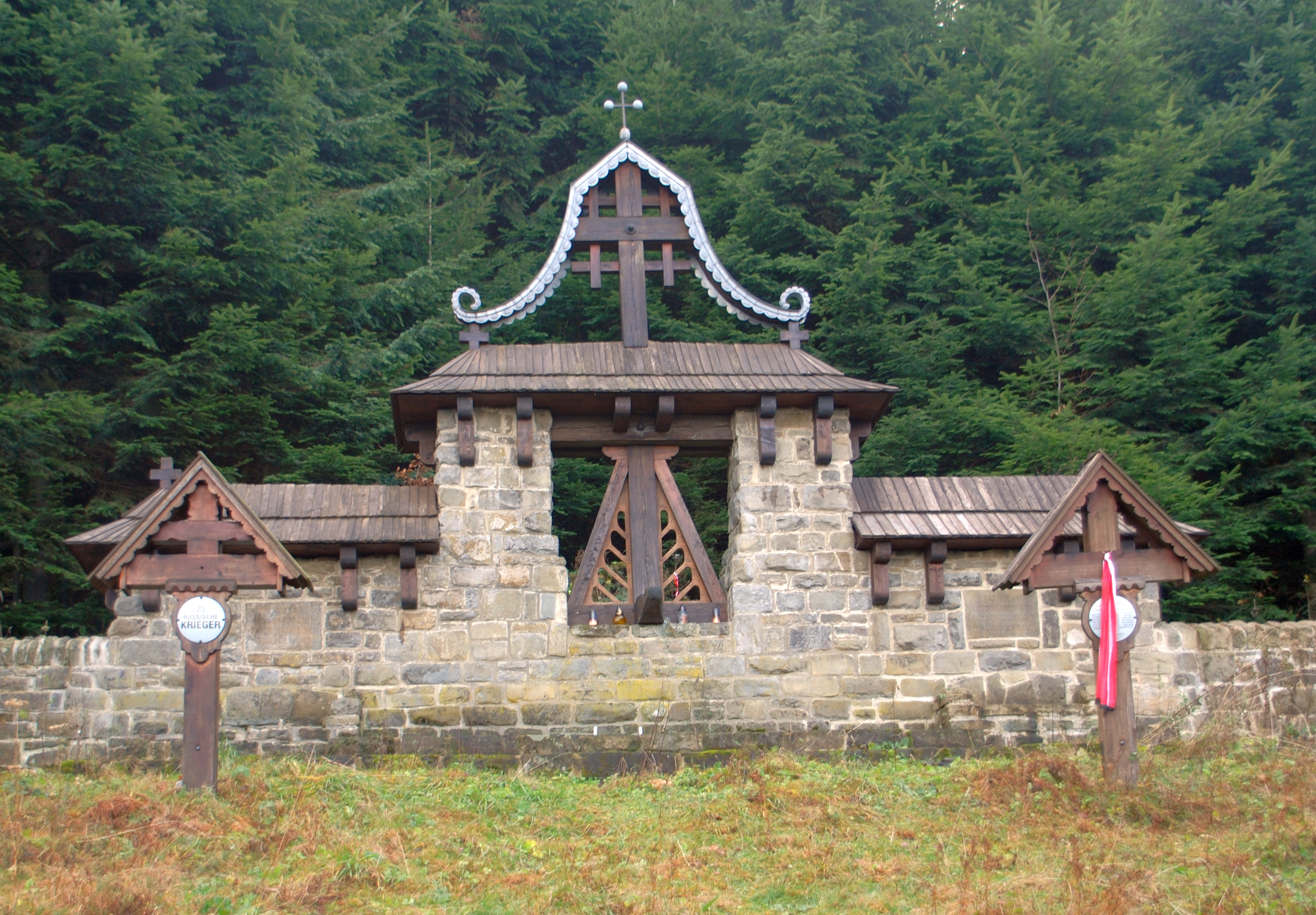
Cmentarz wojenny nr 48
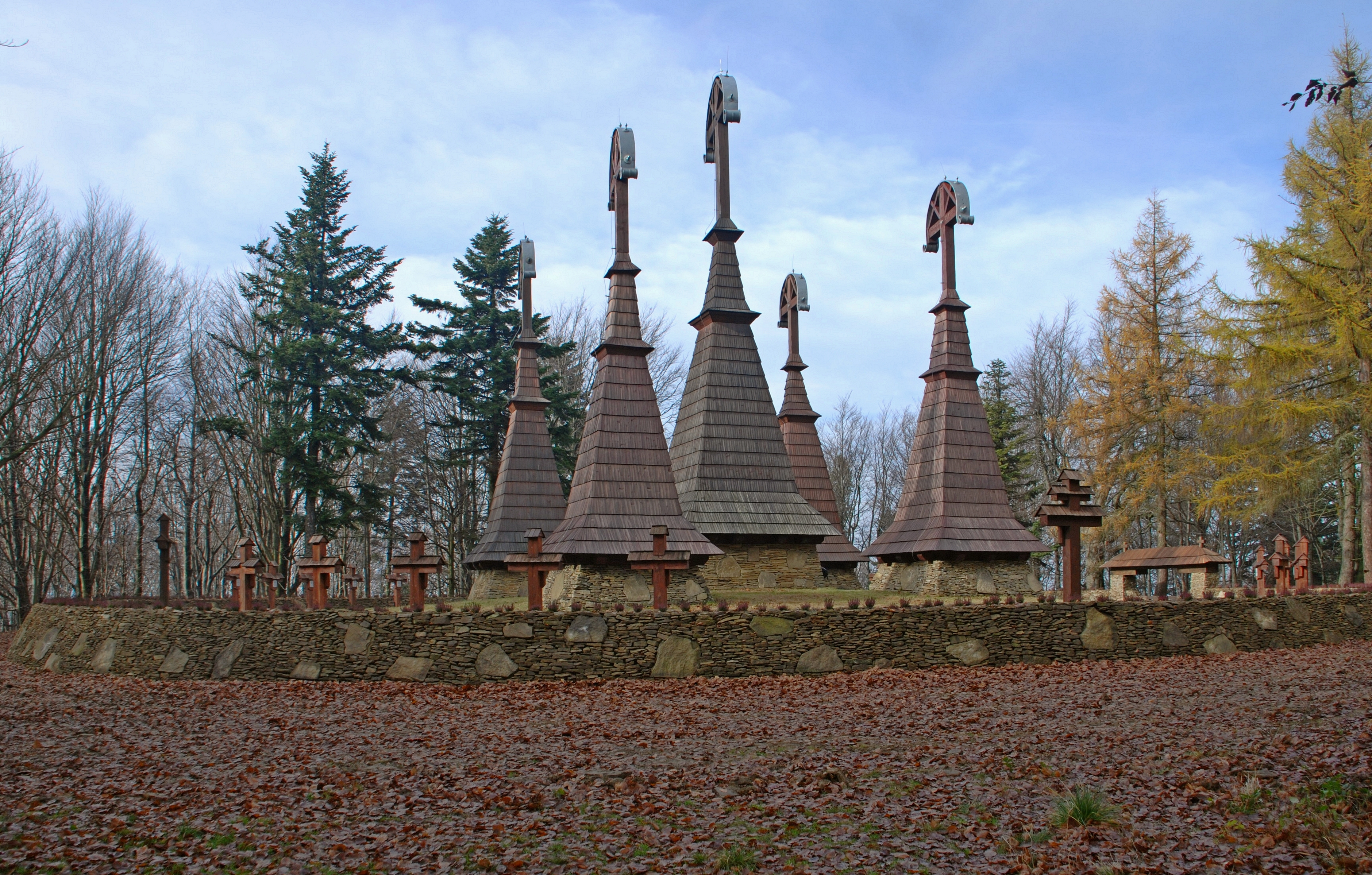
Cmentarz wojenny nr 51
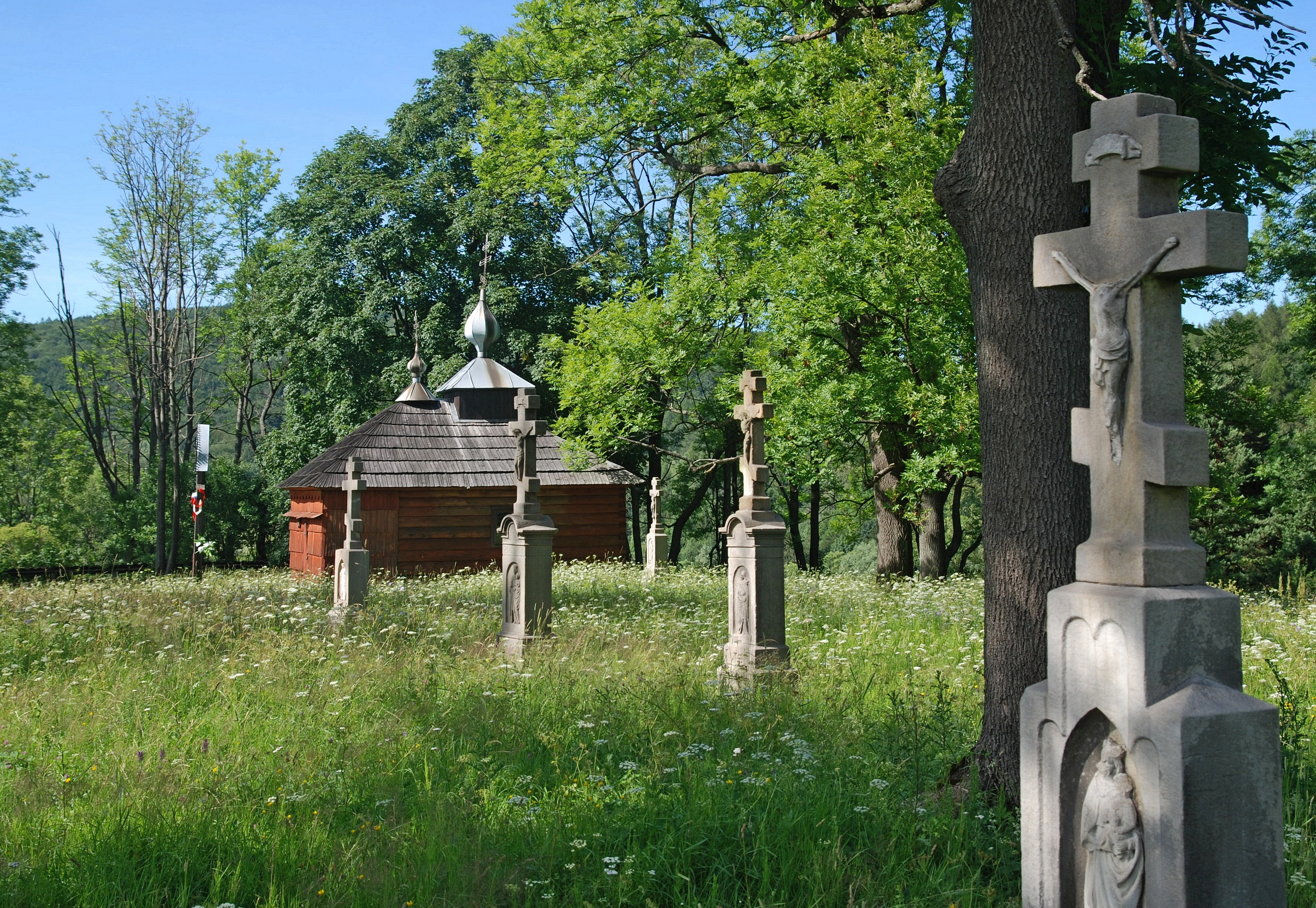
Czasownia z cmentarzem

## Turystyka
Na terenie Regietowa mieści się studencka baza namiotowa SKPB Warszawa.

### Szlaki piesze
- Hańczowa – Kozie Żebro (847 m n.p.m.) – Regietów – Rotunda (771 m n.p.m.) – Zdynia (Główny Szlak Beskidzki)
- Regietów – Przełęcz Regetowska (646 m n.p.m.) – Przełęcz Wysowska (610 m n.p.m.) – Blechnarka – Wysowa-Zdrój
- Regietów – Rotunda (771 m n.p.m.) – Zdynia (szlak cmentarny poprowadzony tak jak szlak czerwony)
- od drogi na Przełęcz Regetowską do cmentarza nr 48 (szlak cmentarny)

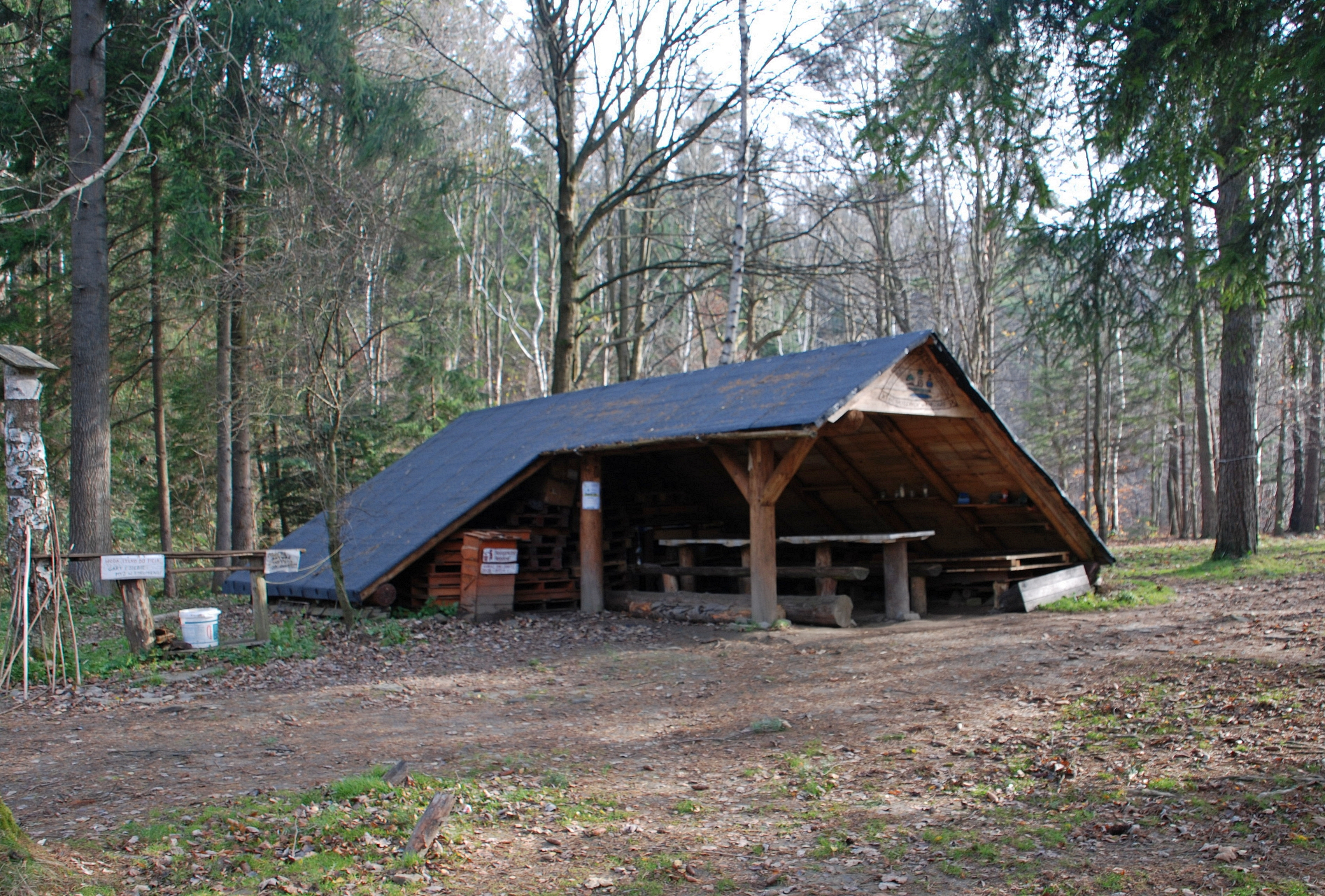
Studencka Baza Namiotowa
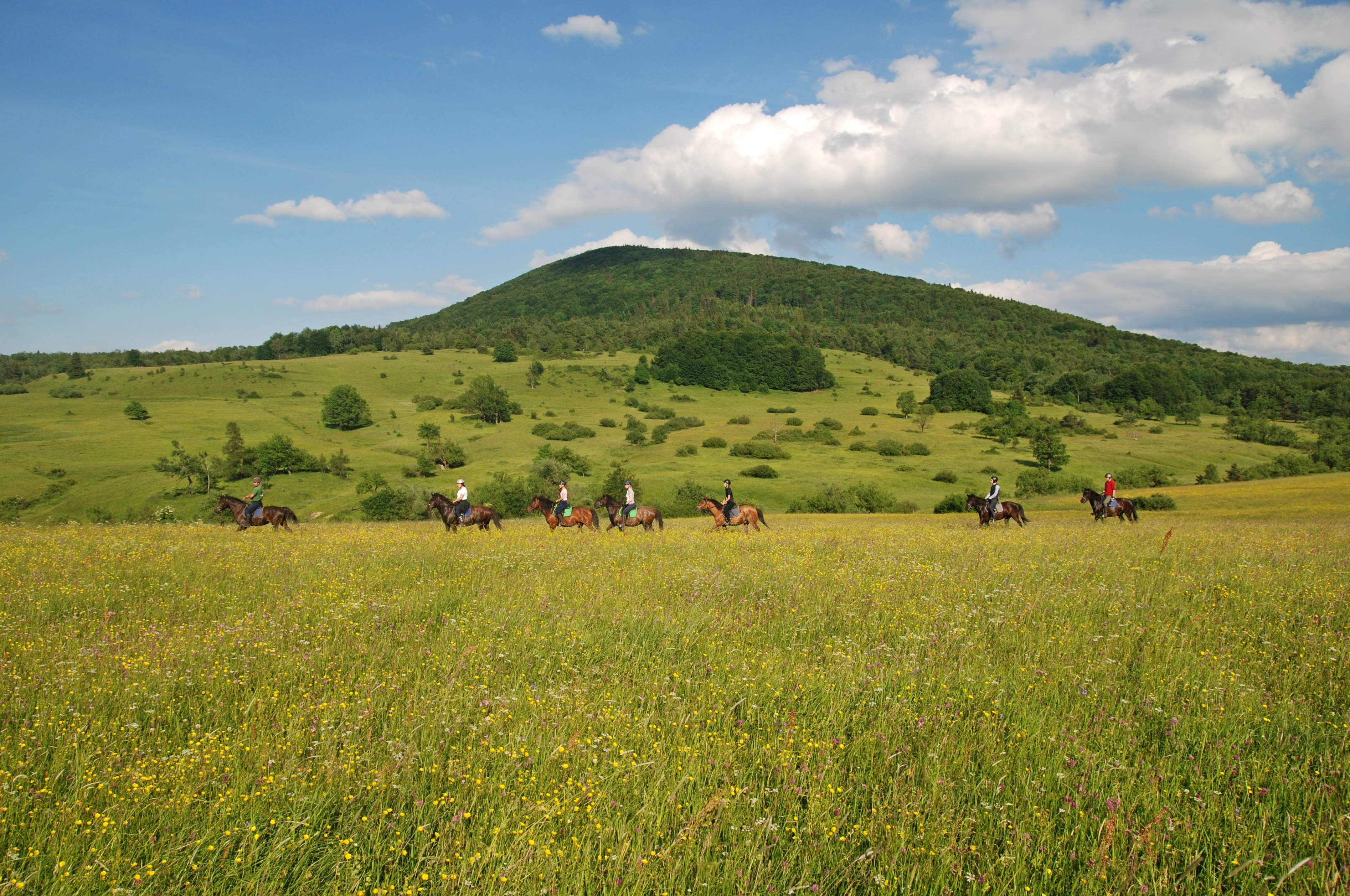
Szlak konny pod Jaworzyną Konieczniańską
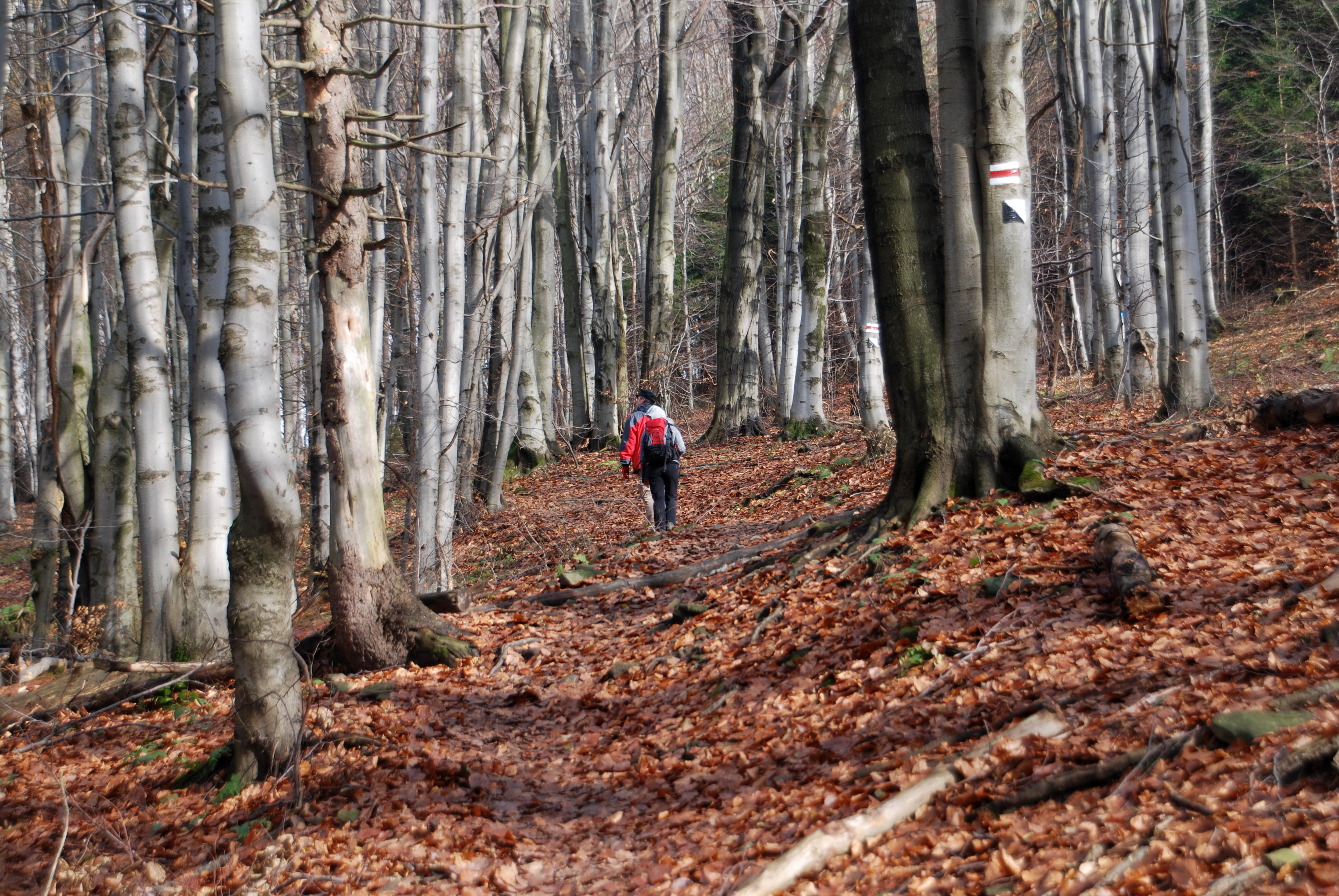
Szlak pieszy na Rotundę